# Emmerich Tarabocchia
Emmerich Tarabocchia (Sansego, 8 dicembre 1946 – Santa Margherita Ligure, 2 maggio 2022) è stato un calciatore e allenatore di calcio italiano, di ruolo portiere.

## Biografia
Appassionato di caccia, secondo altre fonti sarebbe nato a Trieste. È morto il 2 maggio 2022 all'età di 75 anni a Santa Margherita Ligure, sua città d'adozione.

## Carriera

### Club

Emmerich Tarabocchia con la maglia del Genoa

Tarabocchia crebbe calcisticamente tra le file del Genoa, che lo avevano acquisito dalla Sammargheritese, squadra in cui era stato notato da un dirigente rossoblu. Nel 1965 vinse tra le file rossoblu il Torneo di Viareggio, giocando da titolare la finale contro la Juventus vinta grazie al lancio della monetina dopo che la sfida era arrivata ai calci di rigore.
Esordisce con il Genoa in Serie B nella stagione 1966-67.
La stagione successiva passa al Rapallo, in serie C, ottenendo la permanenza in categoria.
Lascia la Liguria la stagione seguente per giocare tra le file del Potenza, dove rimane quattro anni.
Nel 1972 passa al Sorrento, club nel quale milita due stagioni.
Nella stagione 1974-1975 sempre in Serie C, con la maglia del Lecce, stabilì quello che resta ad oggi il record di imbattibilità per un portiere nelle serie professionistiche italiane: Tarabocchia non subì gol per 20 partite, per un totale di 1791 minuti (fino alla marcatura di Cascella del Benevento). Nel febbraio 1975, ancora imbattuto, subì due gol in Barletta-Lecce (2-2), ma a causa di alcuni disordini provocati dai tifosi il giudice sportivo assegnò il 2-0 a tavolino per il Lecce. Con questo primato, Tarabocchia supera Antonio Gridelli, estremo difensore del Sorrento con cui ha giocato più volte contro in carriera. A fine stagione il Lecce arrivò terzo in campionato, dietro Catania e Bari, seppur mantenendo la miglior difesa del torneo, con 15 reti subite in 38 giornate.
Passa nel 1975 al Bari in sostituzione di Franco Mancini, ed a partire dal novembre dello stesso anno alla Lucchese, dove chiude la carriera agonistica.
Lasciato il calcio professionistico, ha giocato in alcune compagini liguri come il Riva Trigoso e il Bacezza.
Nel 2004-2005 ha allenato i portieri del Chiavari.

### Nazionale
Nel marzo del 1967, disputò un match con la Nazionale olimpica contro la Jugoslavia (2-1).

## Palmarès

### Club

#### Competizioni giovanili
- Torneo di Viareggio: 1

Genoa: 1965